# پل انگلند
پل انگلند (انگلیسی: Paul England؛ زادهٔ ۲۸ مارس ۱۹۲۹ در ملبورن، درگذشتهٔ ۱۷ ژوئن ۲۰۱۴) رانندهٔ مسابقات اتومبیل‌رانی اهل استرالیا بود که در فصل ۱۹۵۷ در مجموع در یک گراند پری از مسابقات جهانی فرمول یک شرکت کرد، اما موفق به کسب هیچ امتیازی نشد.
انگلند در ۱۷ ژوئن ۲۰۱۴ درگذشت.